# رودريك رايت
رودريك رايت (بالإنجليزية: Roderick Wright)‏ هو سياسي أمريكي، ولد في 3 يوليو 1952 بشيكاغو في الولايات المتحدة. حزبياً، نشط في الحزب الديمقراطي. وقد انتخب عضو مجلس ولاية كاليفورنيا وانتخب عضو جمعية ولاية كاليفورنيا.